# An Hour Before It's Dark
An Hour Before It's Dark è il ventesimo album in studio del gruppo musicale britannico Marillion, pubblicato il 4 marzo 2022 dalla Intact Records.

## Tracce
Testi di Steve Hogarth, musiche dei Marillion.
1. Be Hard on Yourself – 9:05
2. Reprogram the Gene – 7:00
3. Only a Kiss (Instr.) – 0:39
4. Murder Machines – 4:20
5. The Crow and the Nightingale – 6:35
6. Sierra Leone – 10:51
7. Care – 15:38

Traccia bonus nell'edizione LP
1. Murder Machines (12" Remix)

Contenuto bonus nell'edizione speciale
- CD

1. Murder Machines (12" Remix)

- DVD

1. Full Album (Stereo and 5.1 Surround) – 54:08
2. Murder Machines (Promo Film - Stereo and 5.1 Surround)
3. Murder Machines (12" Remix - Stereo and 5.1 Surround)
4. An Hour Before It's Dark (Making of Documentary Film)

## Formazione
Gruppo
- Ian Mosley – batteria (eccetto traccia 3), arrangiamento
- Pete Trewavas – basso, chitarra aggiuntiva (tracce 2 e 7-I), chitarra acustica (tracce 6 e 7-II), organo (traccia 7-I), arrangiamento
- Steve Hogarth – voce principale (eccetto traccia 3), cori (tracce 1, 2, 6, 7-I e 7-II), tastiera (traccia 1), piano vamps (traccia 2), felt piano (traccia 5), pianoforte (intro traccia 6, 7-IV), glockenspiel (traccia 6), Wurlitzer EP200 (traccia 7-I), arrangiamento
- Steve Rothery – chitarra elettrica, chitarra elettrica a dodici corde (traccia 2), chitarra acustica (traccia 5), tastiera aggiuntiva (traccia 7-IV), arrangiamento
- Mark Kelly – tastiera, pianoforte (traccia 5), arrangiamento

Altri musicisti
- Kat Marsh – cori (tracce 1, 2, 5 e 7-IV), arrangiamento del coro (tracce 5 e 7-IV), dream B vocal (traccia 6)
- P Bisset – rumorismo aggiuntivo (traccia 1)
- B Hartshorn – suoni aggiuntivi (traccia 2)
- Luis Jardim – shaker (tracce 2, 4, 6 e 7-I), cabasa (traccia 2, 6), campanaccio (tracce 2, 7-I), tamburello (traccia 4), conga (traccia 6), djembe (traccia 6), bongo (traccia 7-I)
- Sam Morris – cori (traccia 2), corno (traccia 7-IV)
- Carolyn Clarke – cori (traccia 2)
- Martha Morris-Clarke – cori (traccia 2)
- Franny Morris-Clarke – cori (traccia 2)
- Olivia Lee – cori (traccia 2)
- Maïa Frankowski – cori (traccia 2), violino (traccia 5)
- Ingrid Schang – cori (traccia 2), violino (traccia 5)
- Nicole Miller – cori (traccia 2), viola (traccia 5)
- Annemie Osborne – cori (traccia 2), violoncello (traccia 5)
- Bethan Bond – arpa da concerto (tracce 5 e 7-IV)
- Elio Evangelou – cori (traccia 5)
- Georgia Szygowska – cori (tracce 5 e 7-IV)
- Grace Lightman – cori (tracce 5 e 7-IV)
- Kate Pavli – cori (tracce 5 e 7-IV)
- Lenny Carnell – cori (tracce 5 e 7-IV)
- Marianne Johnson – cori (tracce 5 e 7-IV)
- Rio Hellyer – cori (tracce 5 e 7-IV)
- D Paslow – rumorismo aggiuntivo (traccia 6)
- Aaron Douglas – cori (traccia 7-IV)
- Aaron Ward – cori (traccia 7-IV)
- Danny Le Prevost – cori (traccia 7-IV)
- Elani Evangelou – cori (traccia 7-IV)
- James Donaldson – cori (traccia 7-IV)

Produzione
- Michael Hunter – produzione, arrangiamento, registrazione, missaggio
- Marillion – produzione
- Christine Verschorren – registrazione strumenti ad arco

## Classifiche
| Classifica (2022)          | Posizione massima |
| -------------------------- | ----------------- |
| Austria                    | 25                |
| Belgio (Fiandre)           | 11                |
| Belgio (Vallonia)          | 7                 |
| Canada                     | 93                |
| Finlandia                  | 38                |
| Francia                    | 13                |
| Germania                   | 2                 |
| Irlanda                    | 58                |
| Italia                     | 16                |
| Norvegia                   | 32                |
| Paesi Bassi                | 2                 |
| Polonia                    | 58                |
| Regno Unito                | 2                 |
| Regno Unito (rock & metal) | 1                 |
| Spagna                     | 9                 |
| Svezia                     | 29                |
| Svizzera                   | 6                 |